# 博萨罗
博萨罗（義大利語：Bosaro）是意大利威尼托大区罗维戈省的一个市镇，人口约1400人（2004年）。